# The Julekalender
The Julekalender er en dansk julekalender fra 1991, som er skrevet og instrueret af Hans-Erik Saks og komikergruppen De Nattergale og produceret af Saks Film for TV 2. Julekalenderen blev sendt på TV 2 for første gang i 1991, og er siden blevet genudsendt på samme kanal i 1994 og 2001 og senere på TV 2 Charlie i 2008, 2010-2013 og 2017-2024. Kalenderen består af 24 afsnit af varierende længde og medvirkende er Viggo Sommer, Carsten Knudsen og Uffe Rørbæk Madsen, der alle spiller to roller. Julekalenderen følger de tre nisser, Fritz, Hansi og Günther, der i deres søgen efter nøglen til en spilledåse styrter ned på en jysk kartoffelmark, hvor de søger tilflugt i en underjordisk hule, mens de forsøger at reparere deres propel, som bliver bøjet under nedstyrtning. Ejerne af kartoffelmarken er ægteparret Oluf og Gertrud Sand, som kort efter får en logerende, den københavnske Benny Jensen, der viser sig at være en nåsåer (en nissehader), der er på jagt efter nisserne.
Optagelserne til julekalenderen skete i sensommeren i 1991 på Saks Films studie Søgaarden i Hørning ved Århus. Kartoffelavler-ægteparret Oluf og Gertrud Sands hus, som der ses et billede af i julekalenderens intro, ligger i Bjerager uden for Odder.
Julekalenderen endte med at overgå producenternes forventninger, da den hurtigt blev en publikumssucces med næsten to millioner seere. Julekalenderen er den næst mest sete voksen-kalender (kun overgået af Andersens julehemmelighed), og den er den suverænt mest genudsendte julekalender gennem tiden. Serien er blandt andet kendetegnet ved brugen af en blanding af dansk og engelsk, som tales af nisserne.
Grundet kalenderens store succes i Danmark, udkom der i 1994 en norsk udgave af julekalenderen, og i 1997 en finsk udgave, som begge var blevet produceret og indspillet i Søgaardens originale kulisser.

## Handling
I den fjerneste ende af verdenen ligger den ældgamle nisse, Gammel Nok, for døden, da spilledåsen, som spiller hans livsmelodi er ved at stoppe. Nøglen til at trække spilledåsen op blev efterladt i Jylland, da de farlige nåsåer for mange år siden fordrev alle nisserne fra deres huler og tvang dem i skjul ved verdenens ende. Gammel Nok sender de tre nisser; Fritz, Hansi og Günther af sted til det kolde Jylland for at hente nøglen til spilledåsen, og de flyver afsted i deres flyvemaskine. Netop som nisserne ankommer til Jylland, løber flyvemaskinen tør for benzin, og under deres nødlanding på en kartoffelmark bliver flyvemaskinens propel bøjet. Nisserne lander midt om natten og midt i en storm, men med hjælp fra et gammel landkort og deres bog "Den Store Bog" (som kan give svar på alt) finder de til sidst frem til hulen.
I nærheden af hulen bor ejerne af kartoffelmarken, kartoffelavler Oluf Sand med sin kone Gertrud og deres hund, Emil. Oluf nyder at sidde og læse avis i ro og fred, mens Gertrud er et sludrechatol, som glæder sig meget til jul. Hun ønsker sig en foodprocessor, hvilket hun højlydt ytrer, samtidig med at hun brokker sig over at hun ikke kan finde sin store kasse med julepynt. Ægteparret bliver en mørk aften opsøgt af en fremmed, som viser sig at være den københavnske handelsrejsende Benny, som påstår at hans bil er brudt sammen og spørger, om han kan overnatte.
Nisserne får snart snittet en ny propel til deres flyvemaskine (som senere viser sig at være for lille), og da Hansi er på vej for at hente benzin fra Sand-ægteparret til nissernes flyvemaskine, taber han kortet, der viser vej til deres hemmelige hule. Oluf finder kortet, og viser det til sin logerende Benny, som er meget interesseret i det. Benny får hver dag overtalt ægteparret til at han atter må overnatte, og han viser sig at være en farlig nåsåer, som er på jagt efter nisserne og deres "Den Store Bog". Benny finder, med hjælp fra kortet, vej til nissernes hule og får sneget sig ind og stjæler nissernes bog, mens nisserne ikke opdager det.
Benny har fødselsdag, og Oluf får ham overtalt til at drikke kaffepunch, og som aftenen skrider frem, kommer Bennys sande ansigt som nåsåer frem. Nisserne er på udkig efter bogen, og da de ser Benny forvandle sig til en nåsåer gennem ægteparret Sands vindue, skynder de sig tilbage til hulen. Günther kan ikke snitte propellen uden "Den Store Bog", og de beslutter sig for, at de må stjæle den tilbage. De sniger sig ind i ægteparrets hjem, men både Benny og bogen er væk, da det viser sig at Gertrud ved en fejl har givet bogen væk til spejdernes indsamling. Benny får dog bogen tilbage, og nisserne formår at stjæle bogen fra den sovende Benny. Benny opdager den næste dag at bogen er væk og skynder sig hen til nissernes hule, hvor han forsøger at sprænge lemmen ned til hulen op. Det mislykkedes og Gertrud og Oluf må tage sig af den hårdt sårede Benny.
Nisserne, der nu endelig kan få snittet propellen færdig, skynder sig, men mens Günther er ude for at tisse uden for hulen, dukker Benny op med et jagtgevær og tvinger nisserne til at give ham bogen. Benny stikker kort efter af, dog med den forkerte bog ("Den Store Kogebog"), og nisserne når at flygte i deres flyvemaskine før han vender tilbage. Benny, der stadig kommer sig over sine sår, fejrer jul med Oluf og Gertrud, mens nisserne når hjem i tide til at trække Gammel Noks spilledåse op igen.

## Medvirkende
- Viggo Sommer som Fritz og Oluf Sand
- Carsten Knudsen som Günther og Gertrud Sand
- Uffe Rørbæk Madsen som Hansi og Benny Jensen
- Poul Bundgaard som Gammel Nok
- Bent Mejding som fortæller
- Ole Aaby som oplæser af radioavisen

## Produktion

### Udvikling
The Julekalender blev skabt i samarbejde mellem Hans-Erik Saks og komikergruppen De Nattergale, bestående af Viggo Sommer, Carsten Knudsen og Uffe Rørbæk Madsen i sensommeren 1991. Disse havde tidligere samarbejdet om at lave satiriske tv-projekter som De Nattergale i hovedstaden (1987), De Nattergale på herrens mark (1988), De Nattergale til lands, til vands og på motorcykel (1990) og lavet flere kampagner for Rådet for Sikker Trafik. Saks var i foråret 1991 til et producent-møde i det nyopstartede TV 2's hovedsæde i Odense, hvor fiktionschefen Esben Højlund Carlsen nævnte, at stationen eftersøgte en "julekalender for voksne". Saks tog herefter kontakt til satiregruppen. De Nattergale var med på idéen, og Saks og gruppen tilbragte efterfølgende flere sejlture rundt om i farvandet ved Samsø og Aarhus på Saks' båd, M/S Slow-Motion, hvorunder det første udkast til julekalenderen, som på det tidspunkt hed "Den Store Klogebog", blev skabt. TV 2-chef Feline Munch afviste i første omgang projektet med begrundelsen, at det var "for plat" og "aldrig ville kunne sendes på TV 2". Men efter overtalelse fra Saks blev der indgået en aftale om, at kalenderen ville blive produceret, hvis Saks selv kunne finde sponsorer til at dække halvdelen af de ca. 3 mio. kroner, der var udregnet i produktionsomkostninger. Saks blev tilfældigvis kort efter dette kontaktet af et chips-firma fra Give, Party Foods Snack Time, der ønskede at Saks' produktionsfirma, Saks Film, skulle producere reklamefilm for dem. I stedet for reklamefilm tilbød Saks dem muligheden for at bruge deres planlagte reklamebudget på at sponsorere julekalenderen, hvilket chipsfirmaet indvilligede i.
Til trods for økonomisk sikring mødte Saks stadig modstand, og først efter at Munch blev fritaget for det redaktionelle ansvar, som i stedet blev pålagt TV 2's dramaredaktør Mogens Kløvedal, var julekalenderen officielt under udvikling. Idet at Saks og De Nattergale selv stod for halvdelen af produktionsomkostningerne og selve produktionen af julekalenderen, og TV 2 dermed kun købte visningsrettigheder af den, betød det at Saks og De Nattergale fik de fulde rettigheder (en fjerdedel hver) over julekalenderen.
Store dele af historien var allerede kommet på plads i gruppens første udkast af julekalenderen, og gruppen fandt ligeledes på de resterende dele sammen. De Nattergale var allerede kendt for at lave satire om livet i Jylland, og idéen om at lade et vestjysk kartoffelavler-ægtepar møde en københavner stod som en god og interessant præmis. Gertrud Sand-karakteren havde gruppen allerede fundet på, dog unavngivet, i forbindelse med lydsketchen "Laver I så sjel a mad?" (1989), og hun blev genbrugt i julekalenderen, mens husbonden Oluf Sand blev kraftigt inspireret af Viggo Sommers barndom og opvækst på en gård i Vestjylland. Udviklingen af de 24 kalenderafsnit foregik i Saks' hus på Østrevej i Aarhus, som De Nattergale brugte som kontor, mens Saks og hans familie flyttede ind på Søgaarden i Hørning ved Aarhus, som også agerede studie- og kontorplads for Saks Film.

### Optagelse
Optagelserne til julekalenderen begyndte i september 1991 i Søgaardens dobbelte bilgarage, hvor kulissen til Sand-ægteparrets hjem var blevet bygget. Produktionen blev opdelt, så alle scener på gården (med Oluf, Gertrud og Benny) blev optaget først, hvorefter produktionen blev flyttet til Søgaardens eneste egentlige studie, hvor kulissen til nissernes underjordiske hule var opført. Nissernes karakterer var på starttidspunktet af optagelserne ikke færdige, og det var under optagelserne på gården at gruppen pludselig fik idéen om at lade nisserne tale en blanding af dansk og engelsk, som skulle vise sig at blive et af julekalenderens varemærker.
Huset, der skal forestille Oluf og Gertrud Sands hus udefra, faldt Hans-Erik Saks over under en køretur i Bjerager udenfor Odder, og han endte med at bruge billedet han tog af huset i den færdige intro til julekalenderen.
Optagelserne af nissernes afgang med fly foregik ved en flyveplads ved Sinding i Midtjylland.
Grundet en stram tidsplan måtte Saks og TV 2 indgå en aftale om, at afsnittene til julekalenderen skulle afleveres løbende i løbet af december 1991, således at de første otte afsnit blev afleveret en uge før 1. december, de næste otte den 6. december og de sidste otte afsnit den 13. december.

### Norsk og finsk udgave
Grundet den store succes i Danmark i 1991, ønskede Saks og De Nattergale at fortsætte succesen ved at forsøge at sælge konceptet til andre lande. Hans-Erik Saks, Viggo Sommer og Carsten Knudsen deltog derfor i foråret 1992 i tv-konferencen Miptv Media Market i Cannes, hvor Sommer og Knudsen, iklædt deres Oluf og Gertrud Sand-kostumer, indtog rollerne som ægteparret i et forsøg på at vække opmærksomhed omkring serien. Gruppen fik herunder kontakt til den norske TV 2-kanal, og der blev indgået kontrakt om en norsk udgave af The Julekalender. Komikergruppen The Travellin' Strawberries blev castet til rollerne, og julekalenderen blev indspillet på Søgaarden i de originale kulisser i efteråret 1993, og julekalenderen havde premiere i julen 1994. Den norske The Julekalender blev ligeledes en stor succes i Norge, og er siden blev genudsendt på norsk tv flere gange.
I 1995 forsøgte Saks at få opført en svensk udgave af julekalenderen, men dette mislykkedes og blev ikke til noget. Samme år fik Saks dog indgået en kontrakt i at den finske tv-station MTV 3 om en finsk udgave af julekalenderen. The Joulukalenteri blev optaget delvist i Søgaardens kulisser (indendørsscener) og i Finland (uddendørsscener), denne gang med den finske komikergruppe Trio Saletti i rollerne. Julekalenderen udkom i Finland i 1997, hvor den også blev en stor succes, som er blevet genudsendt flere gange.

## Canal Wild Card / CWC World
Ved The Julekalenders første genudsendelse i 2001, blev det nu påpeget som et problem fra TV 2s redaktion, at kalenderens afsnit ikke alle havde samme længde - afsnittenes længde varierer mellem 8-13 minutter, hvilket gjorde det vanskeligt for kanalen at planlægge en sendeplan. De daværende redaktører, Bubber og Adam Price, efterspurgte derfor Saks og De Nattergale om muligt ekstra materiale, som kunne bruges til at udfylde de i alt 25 minutter, der var afsat til julekalenderen på kanalen. Saks og De Nattergale så muligheden for at lave en ny julekalender, og efter idé fra Viggo Sommer opstod konceptet om en lokal tv-station, der efter at have vundet en konkurrence udloddet af Kulturministeriet, skal sende direkte tv til hele landet hver dag i december. Julekalenderen Canal Wild Card blev vist for første gang i december 2001, hvor den efterfulgte The Julekalender. Kalenderen blev modtaget med positive anmeldelser og blev en stor publikumssucces. Den blev genudsendt på TV 2 Charlie i 2018, hvor den atter efterfulgte The Julekalender. I 2003 lavede De Nattergale og Saks efterfølgeren CWC World, som blev genudsendt på TV 2 Zulu i 2005.

## Modtagelse
The Julekalender blev modtaget med overvejende positive anmeldelser fra anmelderne, og blev hurtigt en stor publikumssucces, da ca. to millioner seere dagligt (originalafsnittet + dets efterfølgende genudsendelse den følgende dag) fulgte med i kalenderen. Songs From The Julekalender endte kort før juleaften at sælge guldplatin med ca. 48.000 solgte CD'er og LP'er tilsammen.
Da GAFFA-Prisen blev uddelt først gang i 1991 fik replikken "Det er bare dejli’" (sagt mange gange af Oluf Sand) prisen som Årets Talemåde. Året efter fik "bob bob bob" (sagt af Benny Jensen) samme pris. Siden har prisen ikke været uddelt. Begge udtyk blev rapporteret at være en gængs del af sproget i 2020.
Grundet den store succes i 1991 valgte TV 2 i 2001 og 2008 at genudsende julekalenderen. I 2010 ønskede TV 2’s daværende programchef Palle Strøm at kalenderen skulle sendes på tv hvert år og dermed blive en tv-tradition hos TV 2, ligesom Disney Juleshow og 90-års-fødselsdagen var det hos DR. Traditionen fortsatte til og med 2013, hvor en ny programledelse på TV 2 satte den på pause på grund af faldende seertilslutning.
I 2017 blev traditionen dog genoptaget på TV 2 Charlie, hvor julekalenderen har været sendt hvert år siden.

## Musik
Alle sange i julekalenderen er skrevet, produceret og arrangeret af De Nattergale og optaget i Studie Værkstedet ved Vejle. Indspilningerne skete henover to uger fra slutningen af september 1991.
I forbindelse med julekalenderens udgivelse i december 1991 blev albummet Songs from The Julekalender udgivet i CD-, LP-, og kassette-format af Elap Music. Kort før juleaften 1991 solgte Songs from the Julekalender guldplatin med ca. 48.000 solgte CD'er og LP'er tilsammen.
Ved julekalenderens genudgivelse i 2001 blev albummet ligeledes genudgivet i CD-format, hvor sangen "The Støvle Dance - The Phony Remix" (produceret af Phony Production) blev tilføjet som track nr. 15. Albummet blev udgivet af CMC Records A/S..
Songs from The Julekalender blev i 2011 genudgivet i en 20 års jubilæumsudgave med samme trackliste fra 2001 af Imperial Entertainment.
| 1.  | "It's Hard to Be a Nissemand" | De Nattergale | 2:50 |
| 2.  | "The Støvle Dance"            |               | 2:47 |
| 3.  | "Long Time Ago in Bethlehem"  |               | 2:55 |
| 4.  | "Rosita & Carlo"              |               | 2:21 |
| 5.  | "Snit a Little Bittle"        |               | 2:41 |
| 6.  | "De Kære Minder"              |               | 4:17 |
| 7.  | "Jäger-Lied"                  |               | 0:49 |
| 8.  | "The Dæjlig News Blues"       |               | 2:47 |
| 9.  | "Will She Mon Wait for Me"    |               | 3:31 |
| 10. | "Knokkel Pukkel Man"          |               | 2:34 |
| 11. | "Thousands of Vendings"       |               | 2:52 |
| 12. | "The Blues"                   |               | 4:39 |
| 13. | "It's Good to Be a Nissemand" |               | 2:56 |
| 14. | "The Playdose"                |               | 1:32 |

| 15. | "The Støvle Dance - The Phony Remix" | De Nattergale | 2:49 |

### Credits
- Skrevet af: De Nattergale (track 1, 2, 4 to 14), ukendt (track 3)
- Bas, tuba, percussion, guitar, vokal – Viggo Sommer
- Trommer – Carsten Kolster (track 6, 10, 13)
- Guitar, mandolin, harmonika, vokal – Carsten Knudsen
- Klaver, trommer, harmonium, synthesizer, orgel, vokal – Uffe Rørbæk Madsen
- Saxofon – Christian Vuust (track 9)
- Steel guitar – Henning Kock (track 6)
- Violin, mandolin, trommer – Jens Falck (track 2)
- Mixet af: Morten Munch

## Udstilling
I december 2020 havde Ringkøbing-Skjern Museum en juleudstilling, hvor kulisserne, rekvisitter og kostumer fra The Julekalender blev udstillet.